# Tour Spasskaïa (Kazan)
La tour Spasskaïa ou tour du Sauveur construite au XVIe siècle est la tour principale du kremlin de Kazan. Elle se trouve dans le mur sud-est du kremlin et son entrée donne sur la place du premier Mai.

## Historique
La tour Spasskaïa est la porte d'entrée principale du kremlin de Kazan et celle également de l'église du Sauveur Néroukotverni située dans la partie sud des murs de la forteresse. La tour et l'église sont reliées entre elles par l'intérieur. La tour a été construite au XVIe siècle sous la conduite de l'architecte de Pskov Postnik Yakovlev surnommé Barma. La tour a été reconstruite à plusieurs reprises et a toujours fait l'objet d'une attention particulière du fait que c'est la tour principale du Kremlin.
La tour a reçu son nom de l'icône du Sauveur Néroukotverni, qui est représentée au-dessus de sa porte principale. Dans les archives du cadastre de Kazan des années 1566—1568 relatives à la construction de l'église, elle est appelée église du sauveur Néroukotverni comme sur les portes . L'icône du Sauveur figure aussi en copie sur la bannière d'Ivan le Terrible qui se trouve aujourd'hui au palais des armures à Moscou). Cette bannière a été hissée à l'emplacement de la tour durant la bataille menée par Ivan le Terrible pour prendre la ville.

### XVIesiècle
Comme la raconte l'auteur de l'Histoire de Kazan, le 4 octobre 1552, après sa conquête de la ville, Ivan IV inspecte la forteresse, fait niveler ce qui est détruit puis reconstruire. Il choisit lui-même l'emplacement, où, le 4 octobre en un jour, selon la légende, sont construites trois églises en bois auquel il donne le nom des fêtes et saints du jour : la cathédrale de l'Annonciation de Kazan, l'église en l'honneur des saints Cyprien et Justinien (détruite après 1917) et celle au nom de la Sainte-Face du Sauveur.

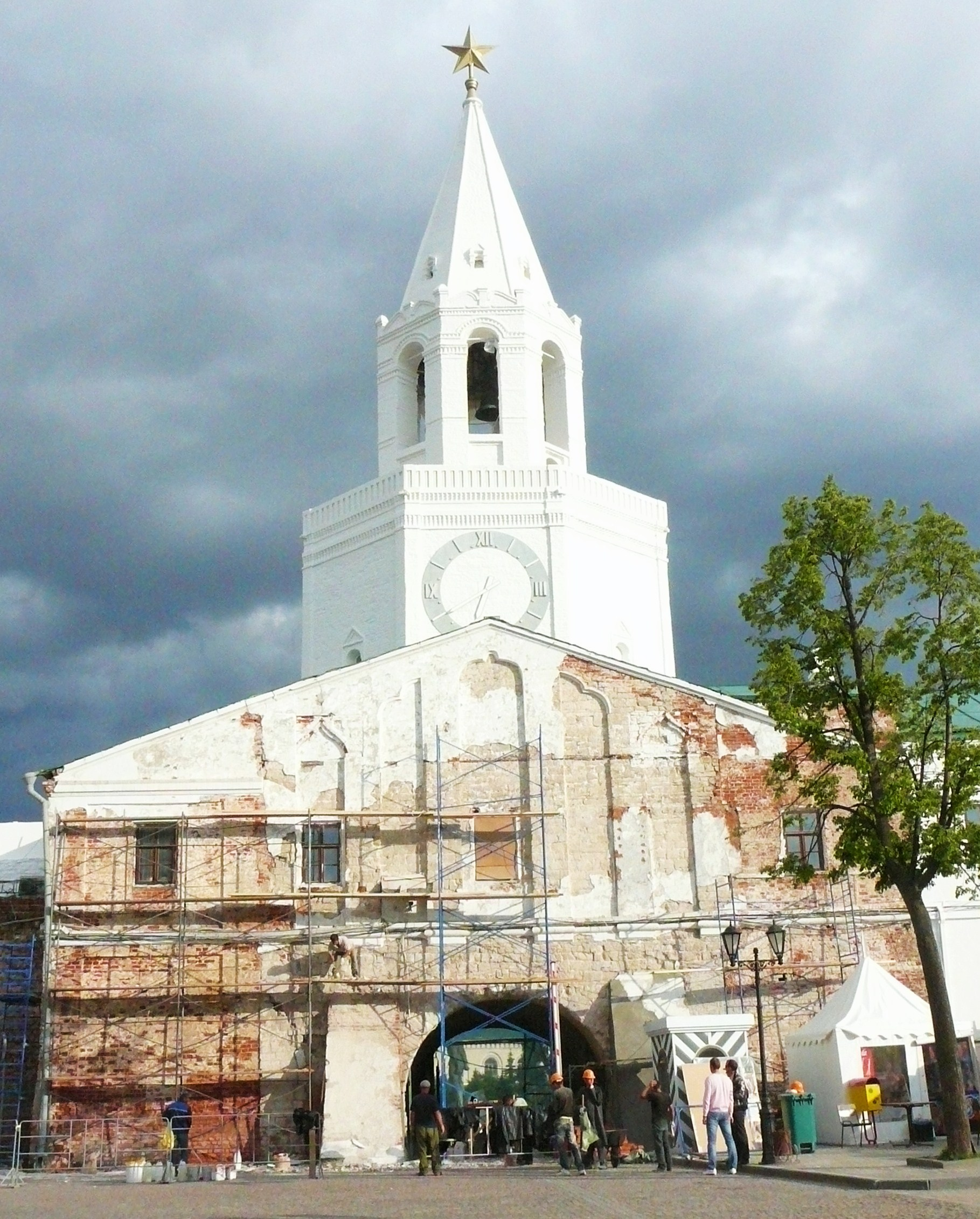
Travaux de restauration de la tour du Sauveur au Kremlin de Kazan. Les murs en pierre blanche sont visibles au milieu (juin 2011).

La construction en pierre s'est réalisée lentement et n'a été achevée qu'en 1555. Insatisfait de ce rythme des travaux à Kazan, Ivan le terrible a fait appel à Ivan Chiriai et Postnik Yakovlev, maîtres architectes de Pskov, accompagnés de 200 artisans pour qu'ils viennent au printemps construire le nouvel édifice en pierre.
Lors de la construction, les architectes de Pskov ont fait déplacer les murs du nouveau kremlin à une centaine de mètres plus loin de l'emplacement de ceux de la vieille citadelle bulgare (en direction de la place Ivanovski ou du Premier mai). C'est ainsi que l'église du Sauveur qui se trouvait à l'origine à l'extérieur de la forteresse, s'est retrouvée à l'intérieur des murs du kremlin, à proximité de la tour d'entrée du kremlin qui a reçu le même nom que celui de l'église.
Au XVIe siècle, la tour du Sauveur se présentait comme une construction à trois niveaux, de structure carrée, (la base carrée fait 23 m sur 23 m), avec des murs d'une épaisseur de 2,25 m, réalisée en pierres calcaires taillées et blanches (sous l'enduit de chaux on peut distinguer les blocs de pierre blanche). La tour était couverte à son sommet d'un chatior en bois, d'une tour de guet, de galeries latérales. Le passage a travers la tour du sauveur avait, au début, une forme de "T", avec des accès vers l'intérieur de la tour sur les façades du côté nord, ouest et est. Après la pose de la voûte ouest, l'entrée a pris la forme d'un L en vue de renforcer la défense de la forteresse: il devenait difficile de faire rentrer un bélier, de rentrer en ligne droite dans la forteresse. L'accès était fermé de nuit par une porte en chêne garnie de ferrures et charnières dont le gouverneur de Kazan avait la clef, et d'une grille qui pouvait être descendue et dont on voit encore les sillons de passage aujourd'hui.
Selon des registres du cadastre des années 1566-1568, il y avait près des murs de la ville du côté gauche une chapelle et sur celle-ci une grande cloche.

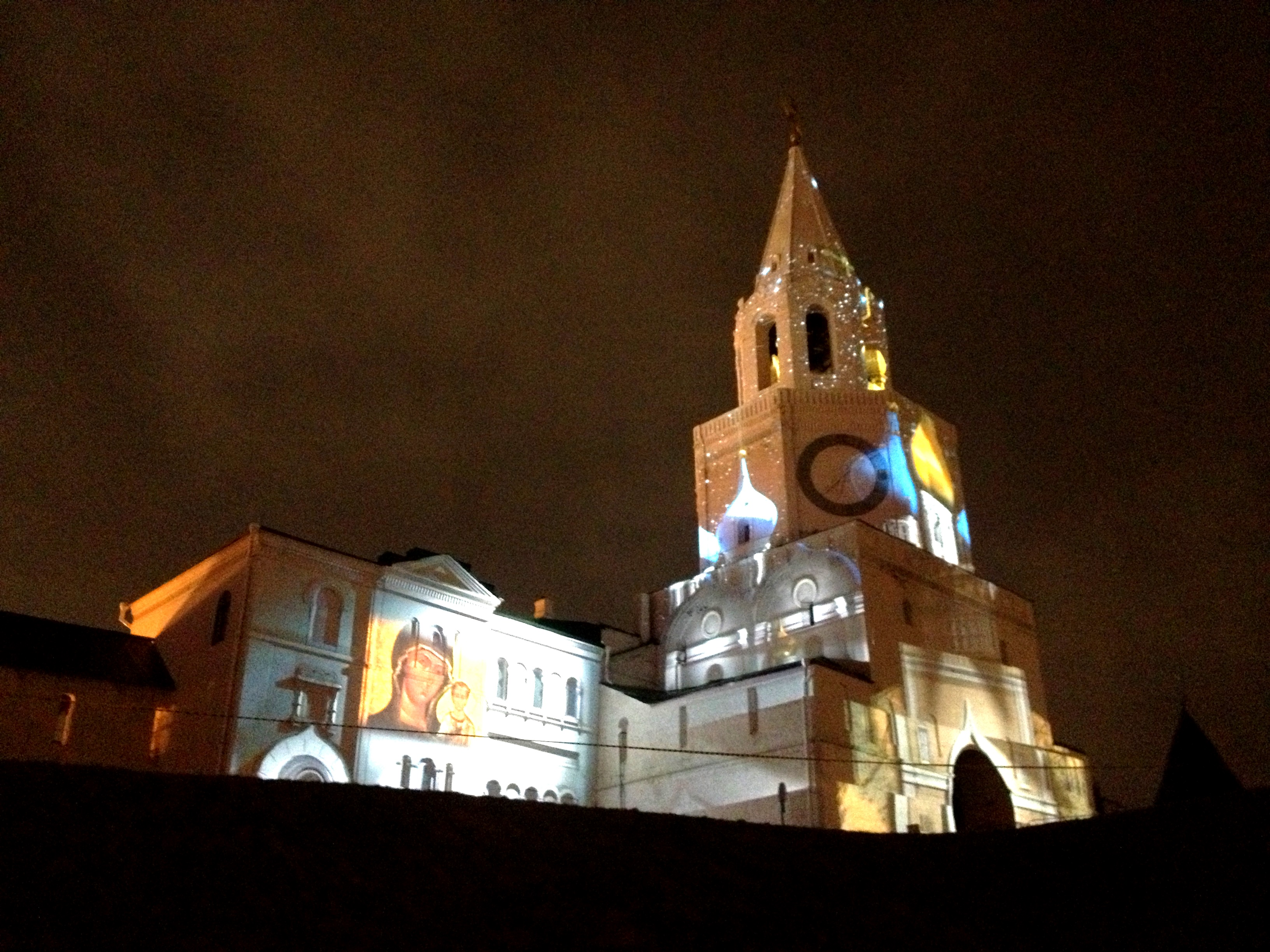
Tour du Sauveur kremlin de Kazan (illumination du nouvel an en 2015)

### XVIIesiècle
La tour et l'église ont brûlé à plusieurs reprises. Après l'incendie de 1694, la tour a été restaurée et s'est vu adjoindre une rangée de briques octaédriques ainsi qu'un chatior également en brique. En même temps, la cloche d'alarme est déplacée à l'intérieur de la tour. C'est elle qui annonçait les incendies jusqu'au début du 20è siècle. À en juger par les détails typiques de l'architecture moscovite du XVIIe siècle (comme la hauteur des parapets de l'étage inférieur, les encadrements de fenêtres), on peut supposer que ce sont des maîtres moscovites qui ont achevé la tour.

### XVIIIesiècle
La hauteur de la tour est de 47 m et celle de la plate-forme de 30 m. Au XVIIIe siècle une horloge a été placée sur la tour dont les aiguilles étaient fixes et la cadran tournant. En 1780, elle a été remplacée par une nouvelle, avec un cadran classique et des aiguilles, qui sonnait chaque jour la douzième heure.

### XIXesiècle
En 1815, après un incendie, l'église du Sauveur Neroukotverni se retrouve en ruines durant une vingtaine d'années. Dans le courant de la première moitié du XIXe siècle l'église est rénovée par le commandant de la place de Kazan, le baron Pirkh et les responsables de la garnison militaire de la ville qui vivent dans le diocèse. Mais c'est finalement sur ordre personnel de Nicolas I, qui visite la ville en 1836, que la restauration est achevée. L'église, à cette occasion, est agrandie et la façade sud est modifiée. L'empereur donne également à l'église le statut d'église militaire de la garnison de Kazan. L'ancienne décoration intérieure a été détruite par l'incendie et remplacée par du mobilier militaire, étant donné la nouvelle fonction de l'édifice.
L'icône mandylion a été sauvée de l'incendie. Pour accéder jusqu'à elle, en 1820, des escaliers semi-circulaires ont été ajoutés du côté sud de la tour. Plus tard c'est une chapelle qui a été ajoutée auxquels menaient les mêmes escaliers. En 1904-1905, l'éparchie de Kazan fait construire une chapelle du Christ Sauveur par l'architecte F Malinovski, surmontée d'un chatior (elle est consacrée le 21 août 1905).

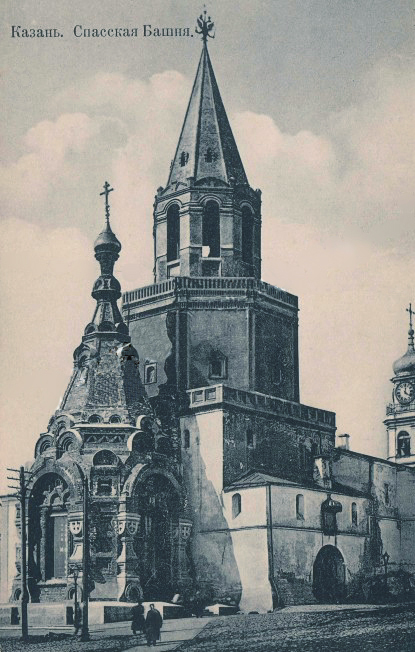
La tour du Sauveur et la chapelle avant la révolution de 1917.
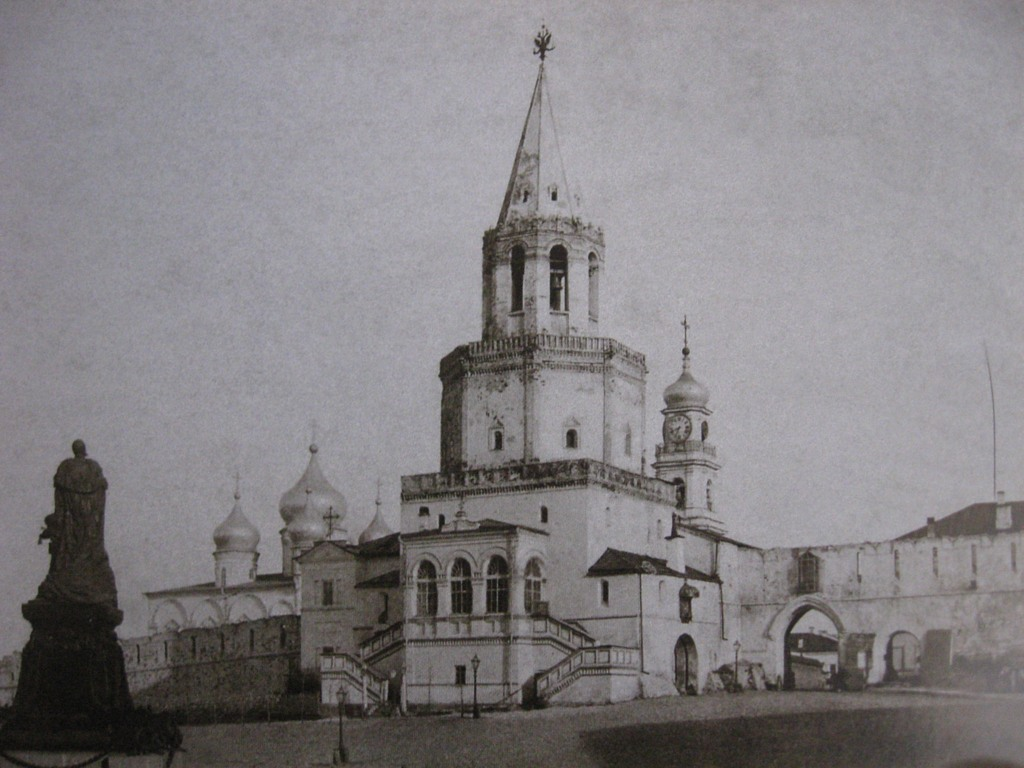
La tour du Sauveur et la chapelle au XIXe siècle
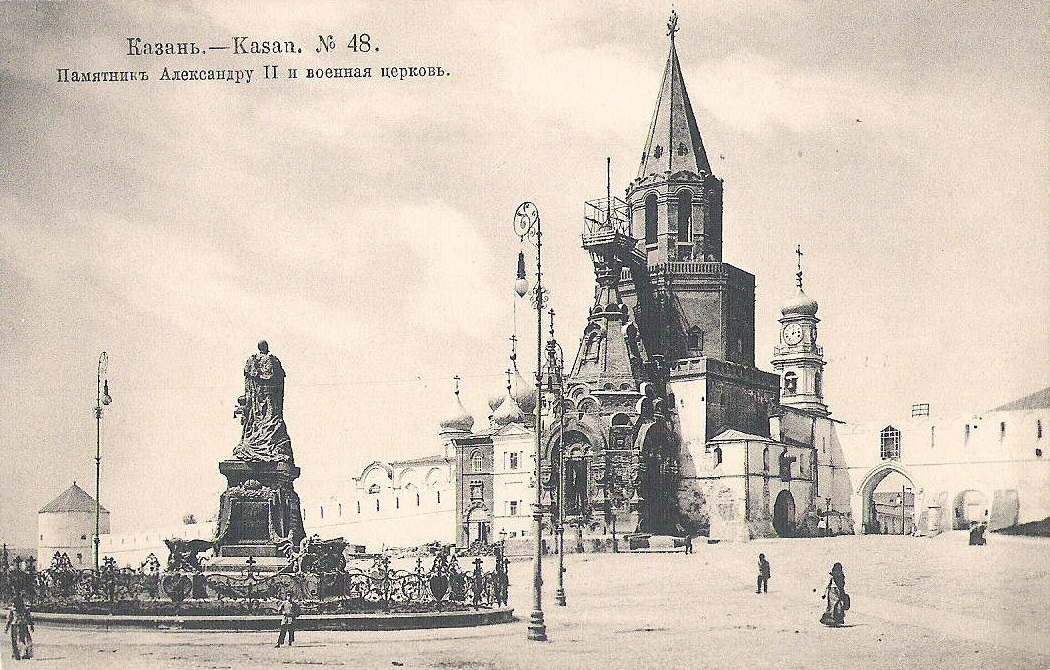
La tour du Sauveur et la statue d'Alexandre II
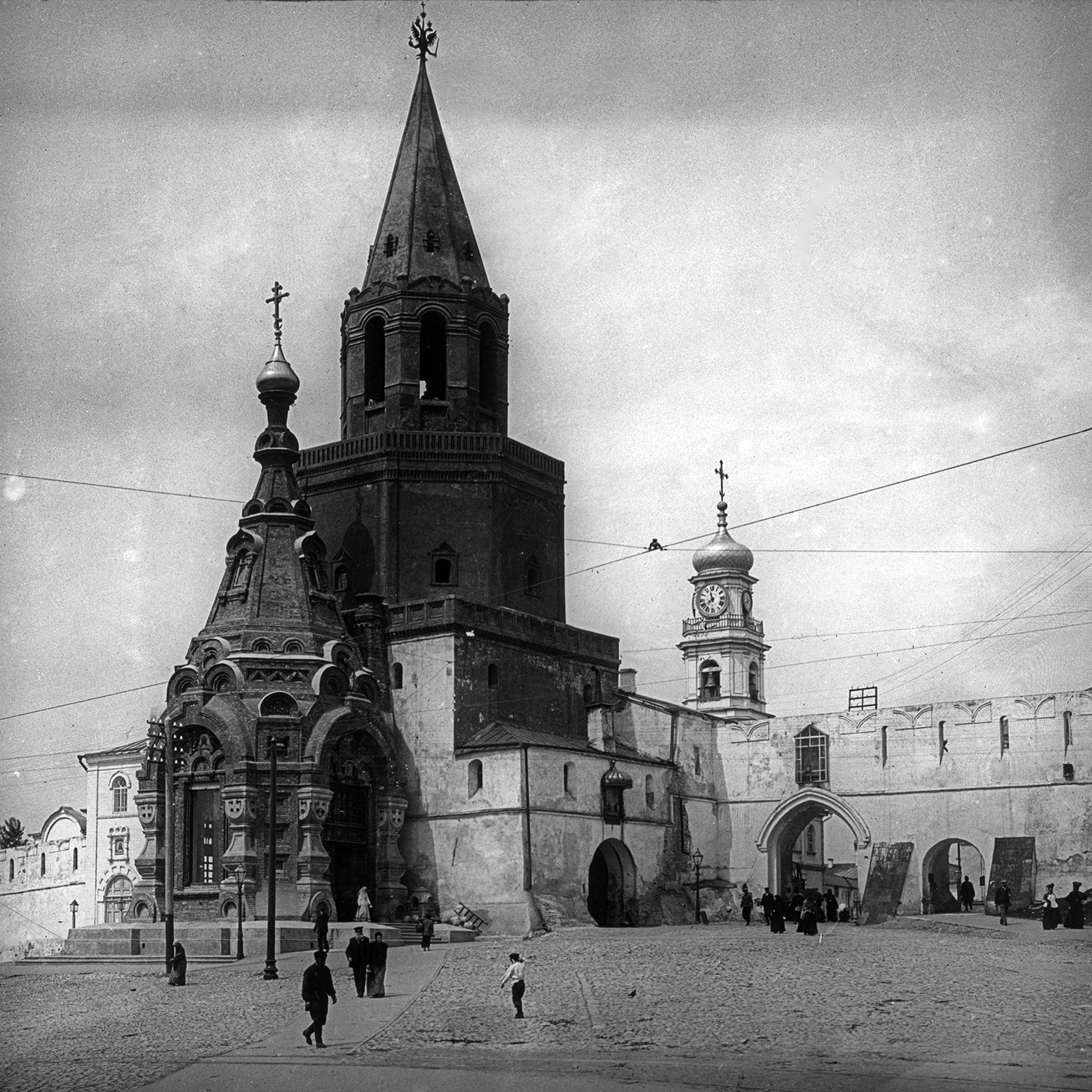
La tour du Sauveur et la  chapelle surmontée d'un imposant chatior construite en 1904-1905
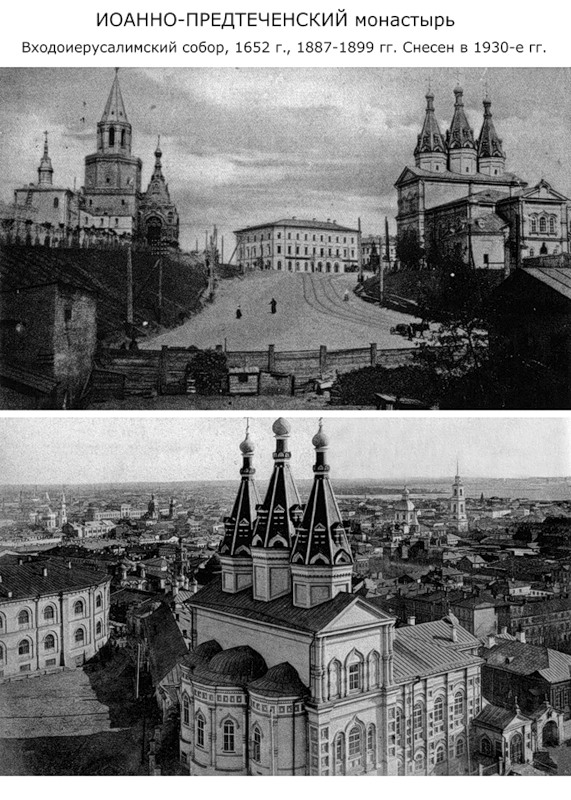
Ensemble architectural de la place Ivanonvski avant la révolution de 1917
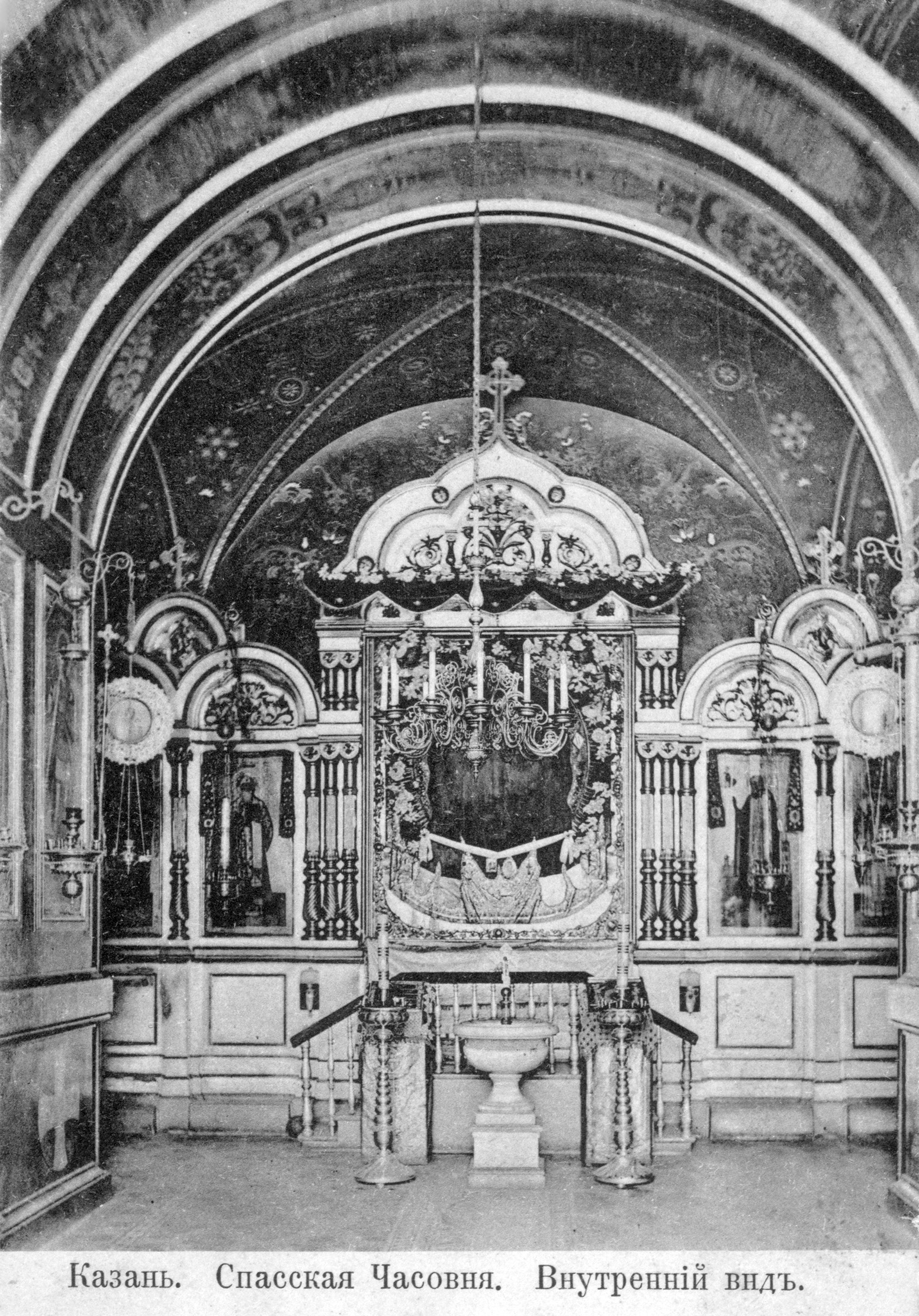
Décoration intérieure de la chapelle du Sauveur
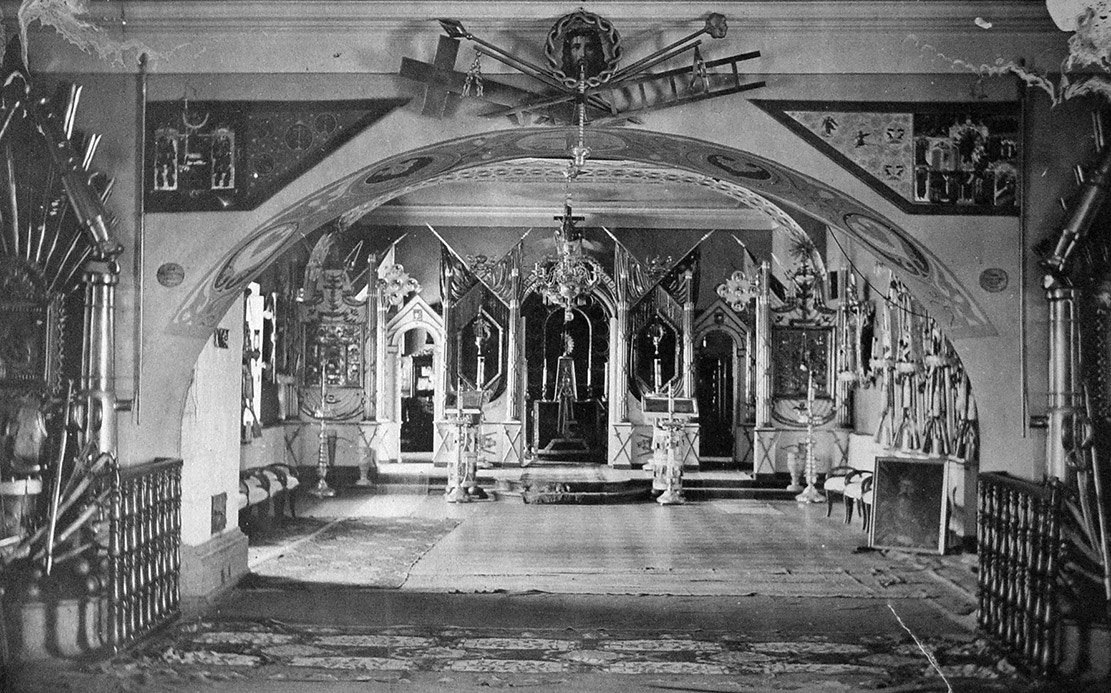
Décoration intérieure de l'église de la porte à la tour du Sauveur, XIX s.

C'est en 1857 que l'accès à travers la tour a été creusé dans les murs existant et qu'un arcade a été créée. Le nouveau passage remplace celui en forme de coude qui était destiné à arrêter l'élan des troupes munies de béliers pour forcer le passage et à les exposer aux tirs des défenseurs. Un blason est installé au-dessus de l'arcade. Plus tard, en 1880, c'est une icône de icône de Notre-Dame de Kazan qui y sera installée.
Jusqu'à la fin du XIXe siècle un fossé avait été creusé devant la porte qui restait accessible par un pont-levis puis par un pont en pierre blanche. En 1860 le fossé est comblé.

### XXesiècle

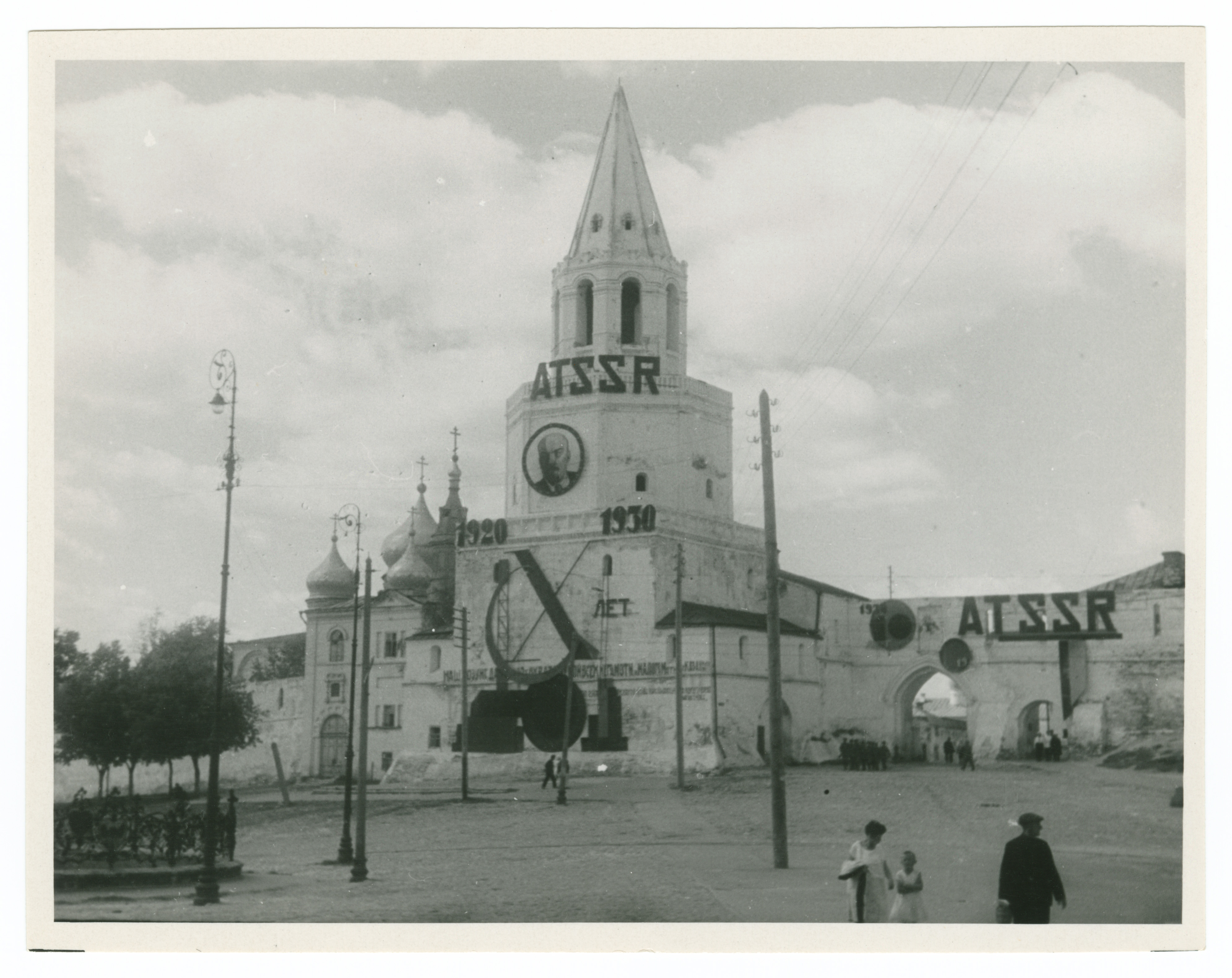
La tour du Sauveur en 1930, lors du 10e anniversaire de la création de la République socialiste soviétique autonome tatare. Derrière la tour, la coupole de la cathédrale du monastère de la Transfiguration

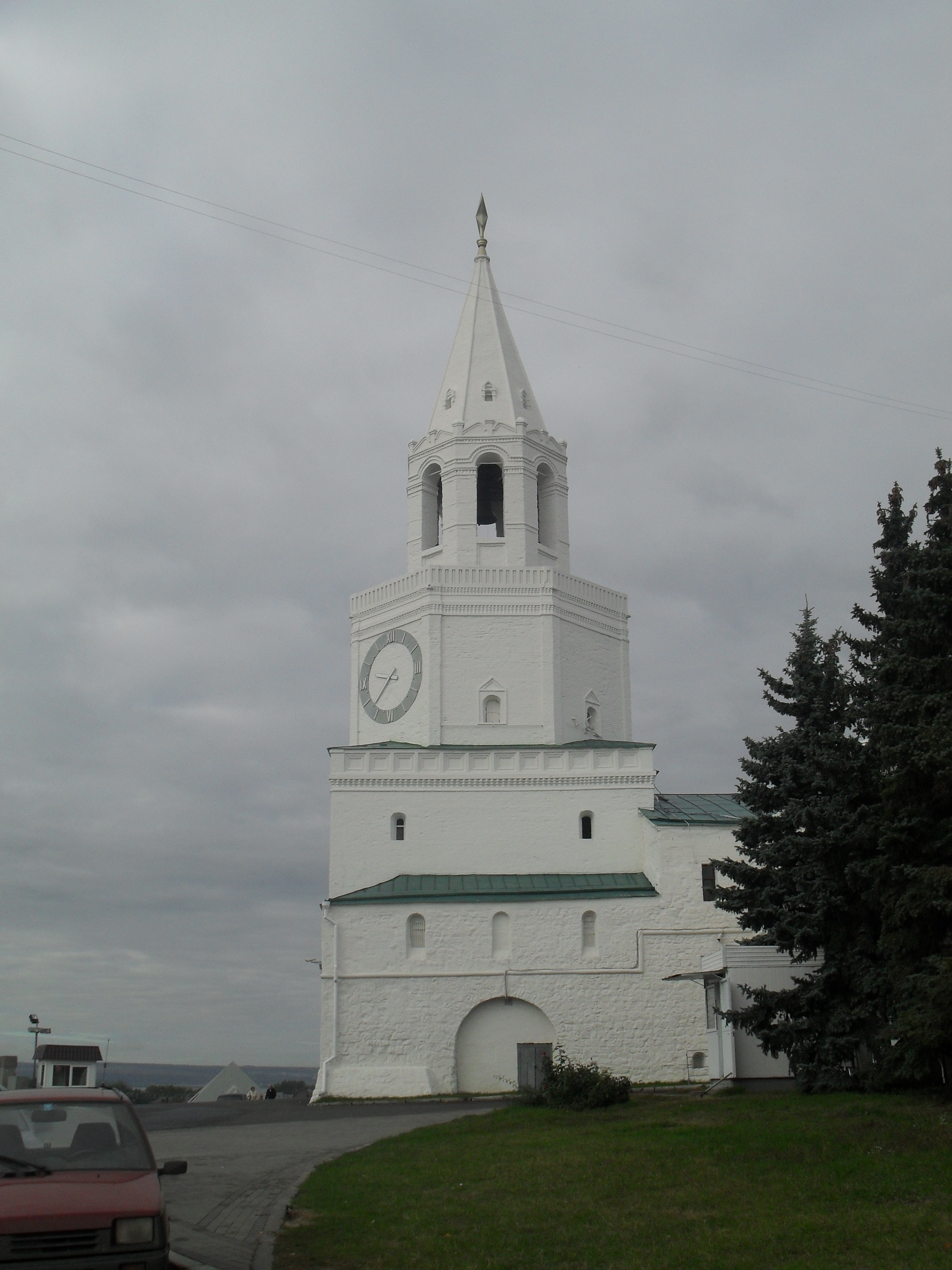
Vue depuis l'est

Après la révolution d'Octobre 1917, la chapelle a été démolie et l'icône de la Sainte-Face a été déplacée dans l'église de Kazan des miracles de Iaroslavl.
En 1963, une étoile dorée d'un diamètre de 2,7 m a été installée sur la tour et l'aigle à deux têtes qui couronnait la tour avait déjà été enlevé en 1917 après la révolution.

## Liens
- (ru) photos de la tour du Sauveur/Фоторепортаж из Надвратной церкви в Спасской башне
- (ru) photos de l'intérieur de la tour/ Фоторепортаж внутри Спасской башни
- (ru) photos depuis la place Smotrovoï/Фоторепортаж со Смотровой площадки Спасской башни
- (ru) Projet de restauration de la tour Spasskaïa DПроект реставрации Спасской башни (2014 год) с эскизами
- (ru) photos du Kremlin de Kazan /Фотографии казанского кремля XIX—XX века
- (ru) Благовещенский собор Казанского кремля.// Путеводитель по святыням Казанской епархии. Кремль